# Leptis Magna

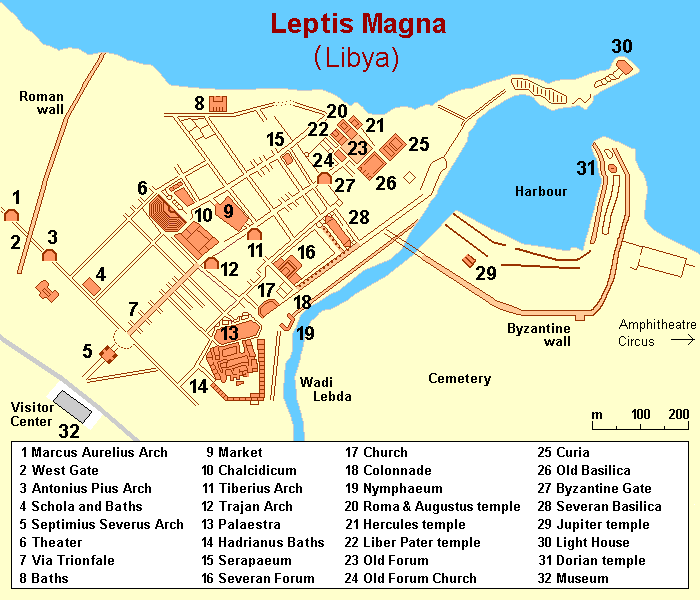
Karte von Leptis Magna

Leptis Magna (in Inschriften auch Lepcis Magna, heute Lebda / لبدة / Labda) war neben Oea und Sabratha eine antike Stadt in Libyen und eine der drei Städte der Landschaft Tripolitanien in der Provinz Africa. Die beiden Varianten Leptis und Lepcis lassen sich vermutlich mit unterschiedlichen Transkriptionen des ursprünglich punischen Namens ins Lateinische erklären.

## Allgemeines
Leptis Magna befindet sich nahe der Stadt al-Chums, etwa 120 km östlich von Tripolis. Innerhalb der großen Ruinenstätte sind der severische Triumphbogen, die Thermen, das alte und neue Forum und das Theater aus römischer Zeit sehenswert. Auf der gegenüber liegenden Seite des Wadi Lebdah liegen das sehr gut erhaltene und wieder hergestellte Amphitheater und der direkt am Meer liegende Circus. Es handelt sich um die größte erhaltene antike Stadt der Welt.
1912, unmittelbar nachdem man infolge des italienisch-türkischen Krieges (1911–1912) das Gebiet annektiert hatte, begannen archäologische Ausgrabungen unter italienischer Leitung. In dieser Zeit wurde auch der severische Triumphbogen rekonstruiert. Insbesondere Benito Mussolini, der 1922 in Italien eine Diktatur errichtete, forcierte dann die Ausgrabungen, da er beabsichtigte, den Aufbau eines Kolonialreiches in Nordafrika damit zu rechtfertigen, dass das Gebiet vor der Eroberung durch die Muslime römisch gewesen sei und daher nun wieder von Rom beherrscht werden müsse. Als Untermauerung für diese Ansprüche dienten den Faschisten Leptis Magna und weitere römische Städte im Magreb; die dortigen Ausgräber erhielten daher gewaltige staatliche Unterstützung. Mit dem Zweiten Weltkrieg kamen diese Ausgrabungen dann weitgehend zum Erliegen. Nach dem Ende der Kämpfe arbeiteten italienische Archäologen dennoch in geringerem Umfang als zuvor weiterhin in Leptis, bis sie von Muammar al-Gaddafi vorerst zum Verlassen des Landes genötigt wurden.
1982 wurde Leptis Magna von der UNESCO zum Weltkulturerbe erklärt. Nur 5 % der Stadtfläche wurden bisher ergraben. Aufgrund der ungünstigen Winde, die aus der Wüste heiß und trocken und vom Meer feucht und salzig über die Stadt wehen, zersetzen sich die freigelegten Teile der Stadt jedoch, weshalb es Stimmen gegen eine weitere Freilegung der Stadt gibt.

## Geschichte
Leptis war wahrscheinlich die erste Handelskolonie der Phönizier in Tripolitanien (8. Jahrhundert v. Chr.). Sie geriet zunächst unter die Oberhoheit Karthagos und nach der Eroberung durch Numidien dann schließlich unter römische Herrschaft (46 v. Chr.). Im Römischen Reich gewann Leptis Magna große Bedeutung und Wohlstand als Handelszentrum für exotische Tiere aus Afrika, die durch die Garamanten über den Transsaharahandel  geliefert wurden. Vor allem Löwen und Elefanten wurden für die Zirkusspiele im ganzen Reich benötigt. Während der Auseinandersetzungen zwischen Pompeius und Caesar kämpfte die Stadt gegen Caesar und wurde nach dessen Sieg mit einem Tribut von 100.000 Hektolitern Olivenöl bestraft. In Leptis Magna sollen in dieser Zeit bereits bis zu 100.000 Menschen gelebt haben. Nachdem die Stadt schon unter Trajan zur colonia erhoben worden war (fortan besaßen alle freien Einwohner das römische Bürgerrecht), verlieh Kaiser Septimius Severus (reg. 193 bis 211), der aus Leptis Magna stammte, dem Ort das ius italicum, welches eine weitgehende Befreiung von Abgaben bedeutete. Der Kaiser ließ seine Heimatstadt zudem prächtig ausbauen. Ein Großteil der heute noch eindrucksvollen Gebäude stammt aus dieser Zeit. Auch der Hafen wurde unter Septimius Severus umgebaut, der u. a. einen Leuchtturm errichtete, von dem heute nur noch die Fundamente übrig sind. Er war über 35 m hoch und ähnelte nach antiken Schriftquellen dem Pharos in Alexandria. Von den Hafenanlagen sind der östliche Pier, Lagerhäuser, die Ruinen eines Aussichtsturms und ein Teil der Docks, die zum Laden von Waren verwendet wurden, erhalten. In der Nähe des Hafens befinden sich die Überreste des großen, dem Jupiter Dolichenus gewidmeten Tempels.
Als Kaiser Gordian III. nach dem Sechskaiserjahr 238 die Legio III Augusta auflöste, die für den Schutz des Gebietes gegen plündernde Nomaden zuständig gewesen war, verschlechterte sich die Sicherheitslage dramatisch: In der Mitte des 3. Jahrhunderts kam es durch wiederholte Nomadeneinfälle zu einem Niedergang der Stadt. Zwar wurde sie unter Kaiser Diokletian nochmals zur Provinzhauptstadt ernannt und erlebte im 4. Jahrhundert einen erneuten Aufschwung, doch verlor die Stadt nach der Eroberung durch die Vandalen (455) an Bedeutung. Um 530 rebellierte die Stadt unter Führung eines lokalen Aristokraten namens Pudentius gegen die Vandalen und rief oströmische Truppen herbei; 533 wurde Leptis unter Kaiser Justinian dann wieder dem Imperium Romanum eingegliedert und erlebte als Sitz eines dux limitis eine letzte Nachblüte. Entscheidend war dann die Eroberung der Stadt durch die Araber (wohl 647). Bald nachdem unter Letzteren Oea (Tripolis) zum neuen Zentrum von Tripolitanien geworden war, wurde Leptis Magna von der Bevölkerung aufgegeben.
Auf ein spätantikes Bistum der Stadt geht das Titularbistum Leptis Magna der römisch-katholischen Kirche zurück.

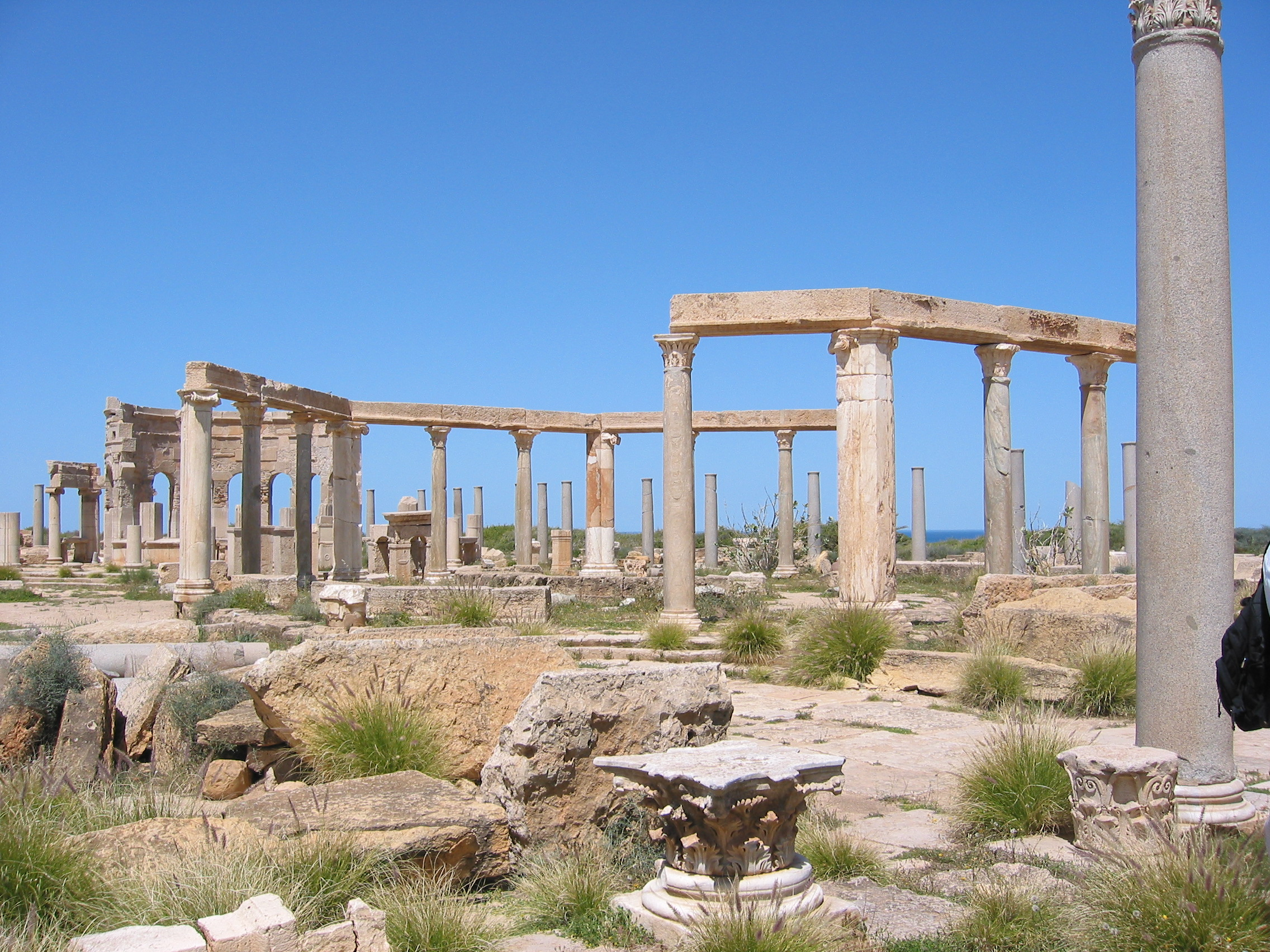
Marktplatz
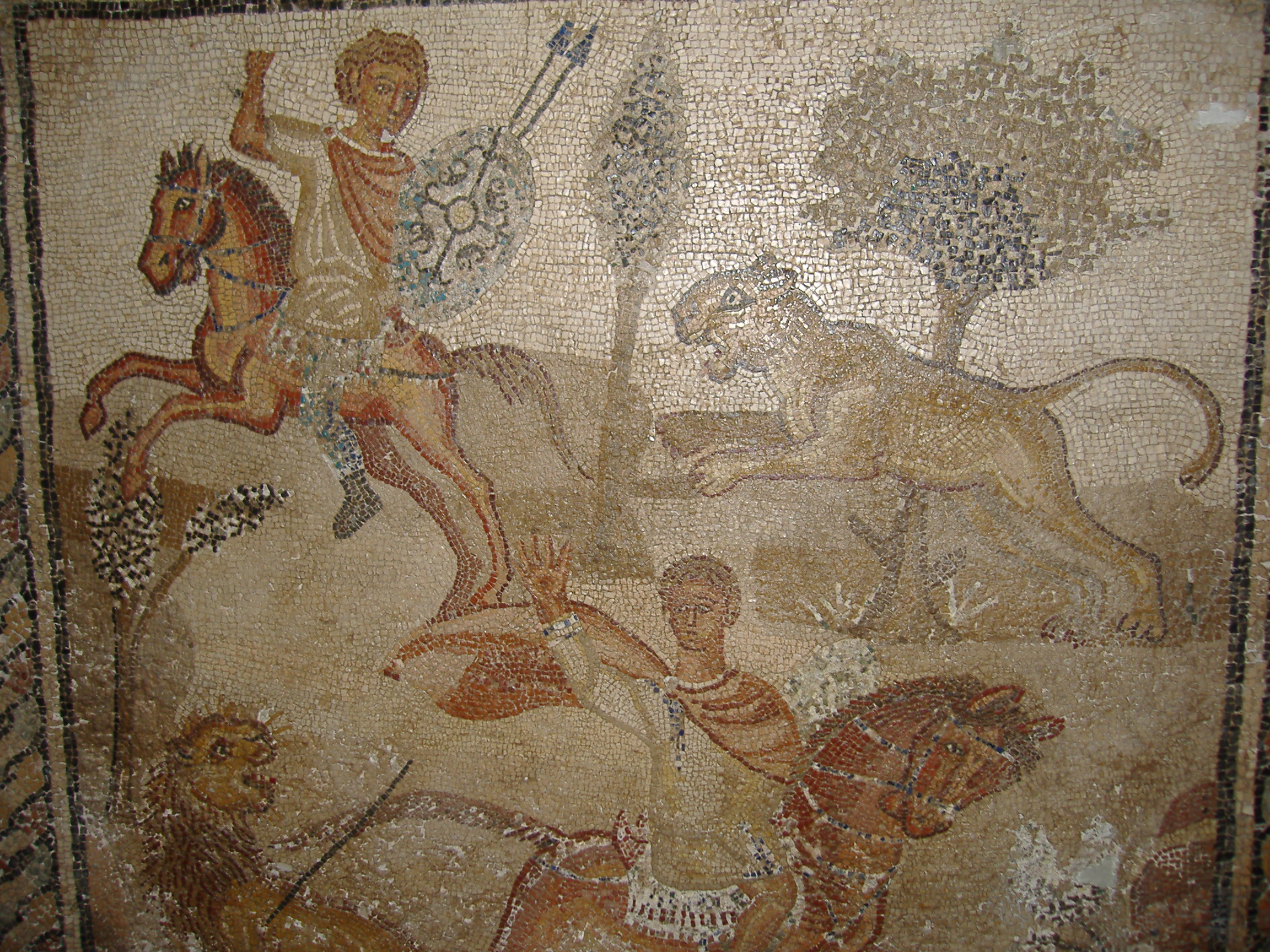
Mosaik aus Leptis Magna
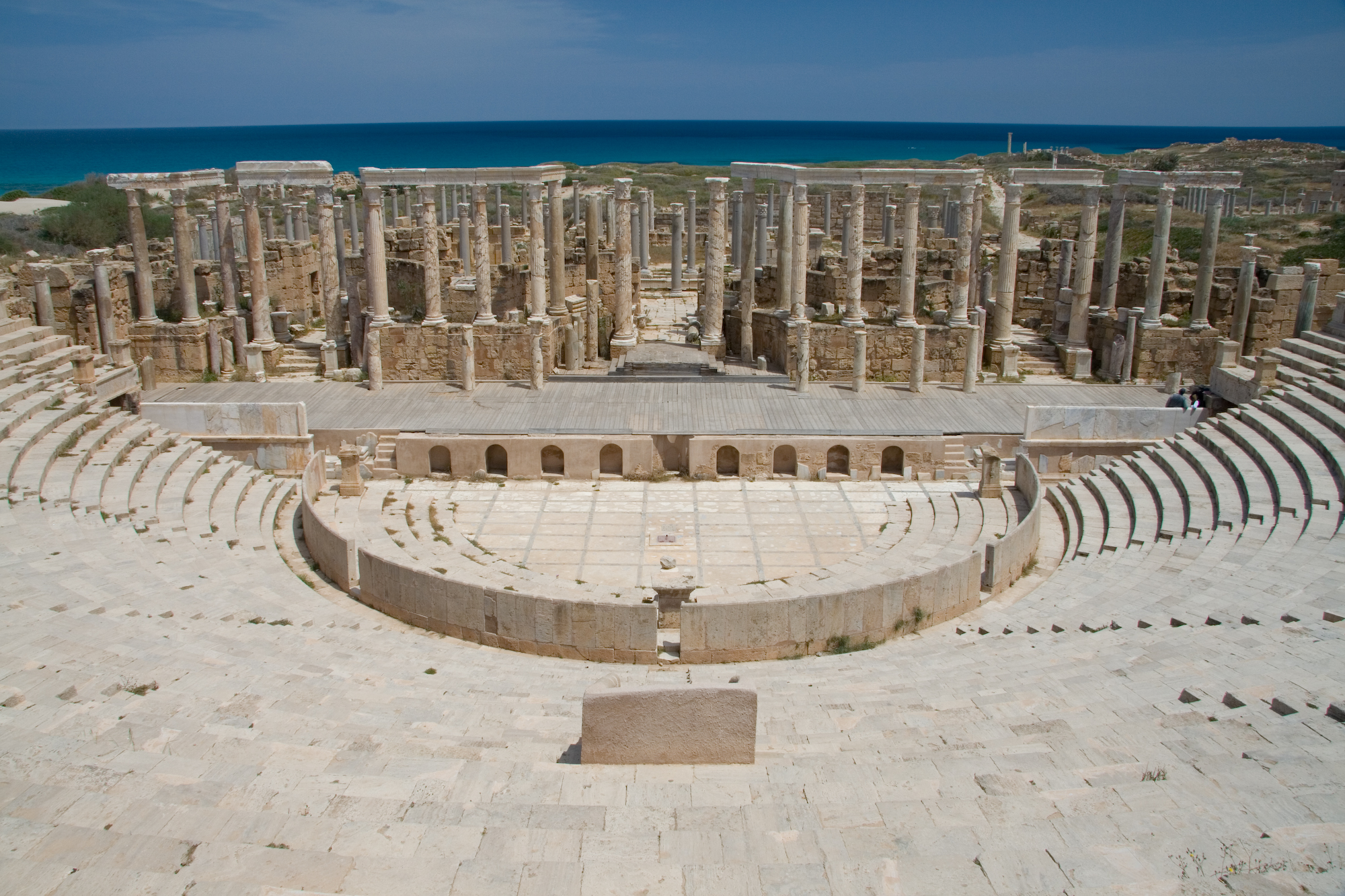
Theater
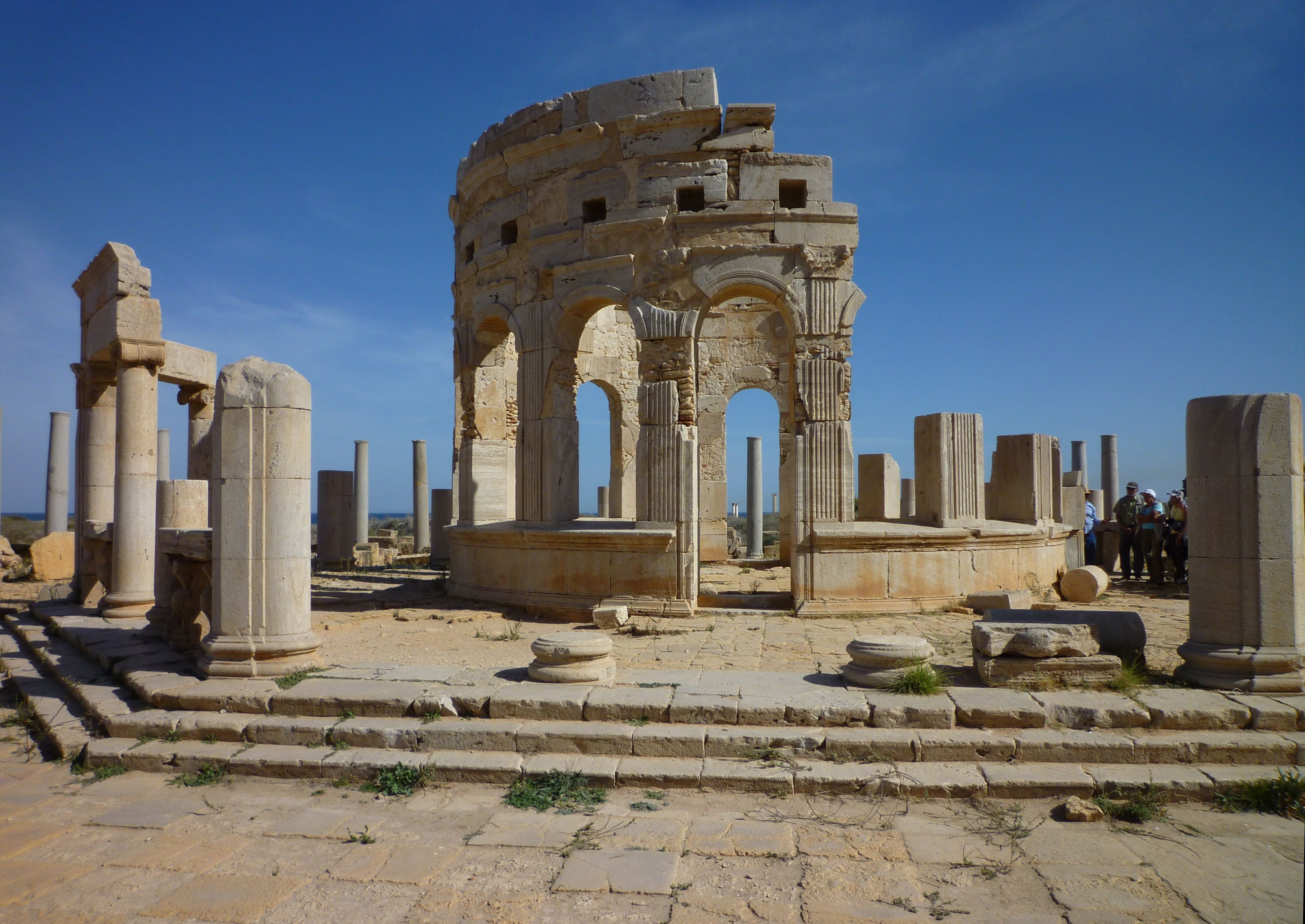
Marktgebäude (macellum)